# 城巴25線
城巴25線是由城巴營運的一條香港島循環巴士路線，來往中環（3／5號碼頭）及寶馬山。

## 歷史
- 1973年9月3日：本線投入服務，來往銅鑼灣（裁判司署）至天后廟道，採循環線運作模式。
- 1974年1月7日：本線平日早上至黃昏延長為來往中環總站及天后廟道；晚間時段及假日只行走短途來往銅鑼灣（裁判司署）及天后廟道的區間。
- 1978年：本線改為全日來往中環總站及天后廟道。
- 1985年2月1日：本線於中環的總站遷入中環（交易廣場）巴士總站。
- 1990年代初：本線全日繞經寶馬山道及寶馬山道巴士總站。
- 1995年5月9日：本線中環的總站改為中環碼頭巴士總站。
- 1998年9月1日：中巴專營權結束，新巴接辦本線。
- 2000年5月17日：本線往寶馬山方向的班次不經德輔道中。
- 2002年7月28日：本線由中環碼頭開出後繞經中環5號碼頭。
- 2004年4月26日：配合23B服務縮減，本線與23及城巴12M線聯手推出首個新巴互轉城巴路線八達通轉乘計劃。
- 2009年10月18日：本線總站由中環碼頭巴士總站遷往中環5號碼頭巴士總站。
- 2013年7月14日：本線往寶馬山方向，改經域多利皇后街及德輔道中，不經香港大會堂外的一段干諾道中、夏慤道及紅棉路；往中環碼頭方向改經炮台山道、英皇道、清風街天橋、內告士打道及分域街，不經近庇理羅士女子中學的一段天后廟道至修頓球場的一段軒尼詩道。
- 2018年6月25日：增設實時抵站時間查詢服務。
- 2022年9月11日：所有班次均改以中環（3號碼頭）為總站，往寶馬山方向改經民祥街、租庇利街隧道、干諾道中及林士街前往德輔道中，不經中環（交易廣場）及域多利皇后街，往中環碼頭方向回復駛經軒尼詩道及德輔道中，不經告士打道及畢打街。[1]
- 2023年7月1日：因應城巴新巴專營權合併，本線改由城巴經營。
- 2024年1月2日：往寶馬山方向取消德輔道中「皇后像廣場」站，增停民光街「中環（天星碼頭）」、德輔道中「歷山大廈」及「遮打花園」站；回程駛至中環3號碼頭後，延長至中環5號碼頭方結束行程。

## 服務時間及班次
| 中環（3／5號碼頭）開 | 中環（3／5號碼頭）開 | 中環（3／5號碼頭）開 |
| 日期                 | 服務時間             | 班次（分鐘）         |
| -------------------- | -------------------- | -------------------- |
| 星期一至五           | 06:30-07:14          | 10-12                |
| 星期一至五           | 07:14-07:59          | 15                   |
| 星期一至五           | 08:19                |                      |
| 星期一至五           | 08:39-10:00          | 15-18                |
| 星期一至五           | 10:00-23:00          | 20                   |
| 星期一至五           | 23:15、23:30         |                      |
| 星期六、日及公眾假期 | 06:30-07:00          | 15                   |
| 星期六、日及公眾假期 | 07:00-23:00          | 20                   |
| 星期六、日及公眾假期 | 23:15、23:30         |                      |

紅字班次以炮台山道金文泰中學為終點站，不返回中環。
特別班次（中環3號碼頭→協同中學）
- 星期一至五上課日：07:20

星期六、日、公眾假期及學校假期不設服務

## 收費
全程：$8.7
- 史釗域道往寶馬山：$5.5
- 灣仔消防局往寶馬山：$5.2
- 維景臺往中環（3／5號碼頭）：$8.7
- 炮台山站往中環（3／5號碼頭）：$6.5
- 希慎廣場往中環（3／5號碼頭）：$5.8
- 晏頓街往中環（3／5號碼頭）：$5.5
- 中銀大廈往中環（3／5號碼頭）：$4.8

| - 本線設有12歲以下小童及65歲或以上長者半價優惠。 - 65歲或以上香港居民使用「樂悠咭」，以及12歲以下合資格殘疾兒童使用「殘疾人士身份」個人八達通繳付車資，均可享有每程$2.0或半價（以較低者為準）的票價優惠；12至64歲合資格殘疾人士使用「殘疾人士身份」個人八達通（包括「樂悠咭」），以及60至64歲香港居民使用「樂悠咭」繳付車資，均可享有每程$2.0或全費（以較低者為準）的票價優惠。 - 65歲或以上長者如使用長者或一般個人八達通繳付車資，則只可享有半價優惠；12至64歲合資格殘疾人士如不使用「殘疾人士身份」個人八達通，以及60至64歲人士如不使用「樂悠咭」繳付車資，必須繳付全費。 - 乘客可以現金或八達通於上車時付款，不設找續。 - 每位成人乘客可免費攜帶最多兩名4歲以下而不佔座位的兒童乘客乘車，超額之4歲以下小童必須繳付小童車費乘車。 - 九龍巴士、城巴及龍運巴士全職員工及家屬（不包括外判職員）可免費乘搭本路線，惟必須拍職員或職員家屬八達通。 - 乘客亦可使用AlipayHK「易乘碼」、支付寶、 WeChatHK／微信支付「搭車碼」、銀聯雲閃付「乘車碼」及BOC Pay「乘車碼」、具有感應式支付功能的VISA、Mastercard及銀聯卡，以及Apple Pay、Google Pay及Samsung Pay流動支付平台繳付車資。使用此支付方式的乘客可享有中途下車之分段收費，以及與其他城巴獨營路線或聯營線城巴班次之轉乘優惠，惟不適用於與非城巴路線之轉乘優惠。使用此支付方式的乘客亦不能享有「公共交通費用補貼計劃」及「長者及合資格殘疾人士公共交通票價優惠計劃」。 - 由中環碼頭至銀幕街登車的乘客，若需繼續前往炮台山站或之後往中環碼頭方向的巴士站，需於金文泰中學重新繳付車資。 |

### 八達通轉乘優惠
乘客登上本線後90分鐘內以同一張八達通卡轉乘以下路線，或從以下路線登車後90分鐘內以同一張八達通卡轉乘本線，次程可獲車資折扣優惠：
25往中環 → 2A往灣仔北或25A往灣仔（會展新翼），次程車資全免，優惠祇適用於寶馬山登上首程車的乘客
25←→12M、23
- 25往中環 → 12M往柏道或23往蒲飛路，次程車資全免，優惠祇適用於寶馬山登上首程車的乘客
- 12M往金鐘 → 25往寶馬山，回贈首程車資
- 23往北角碼頭 → 25往寶馬山，次程車資全免

25←→8X，次程可獲$1折扣優惠
- 25往中環 → 8X往跑馬地
- 8X往小西灣 → 25往寶馬山

25往中環 → A11往機場，回贈首程車資，優惠祇適用於寶馬山登上首程車的乘客

## 使用車輛
本線現時主要使用Enviro 500 11.3米（4000-4039）、Enviro 500 MMC 11.3米（4040-4091）、Enviro 400 10.4米（38XX）、富豪B9TL 11.3米（45XX）、Enviro 200 MMC 10.7米（25XX)及青年JNP6120GR 11.7米（26XX）巴士行走此路線。

## 行車路線
經：民光街、民耀街、民祥街、隧道、干諾道中、林士街、德輔道中、金鐘道、軒尼詩道、怡和街、高士威道、興發街、天后站公共運輸交匯處、英皇道、銀幕街、琉璃街、英皇道、天后廟道、寶馬山道、校園徑、寶馬山公共運輸交匯處、寶馬山道、雲景道、炮台山道、英皇道、高士威道、伊榮街、邊寧頓街、怡和街、軒尼詩道、金鐘道、德輔道中、永和街、干諾道中及民光街。

### 沿線車站

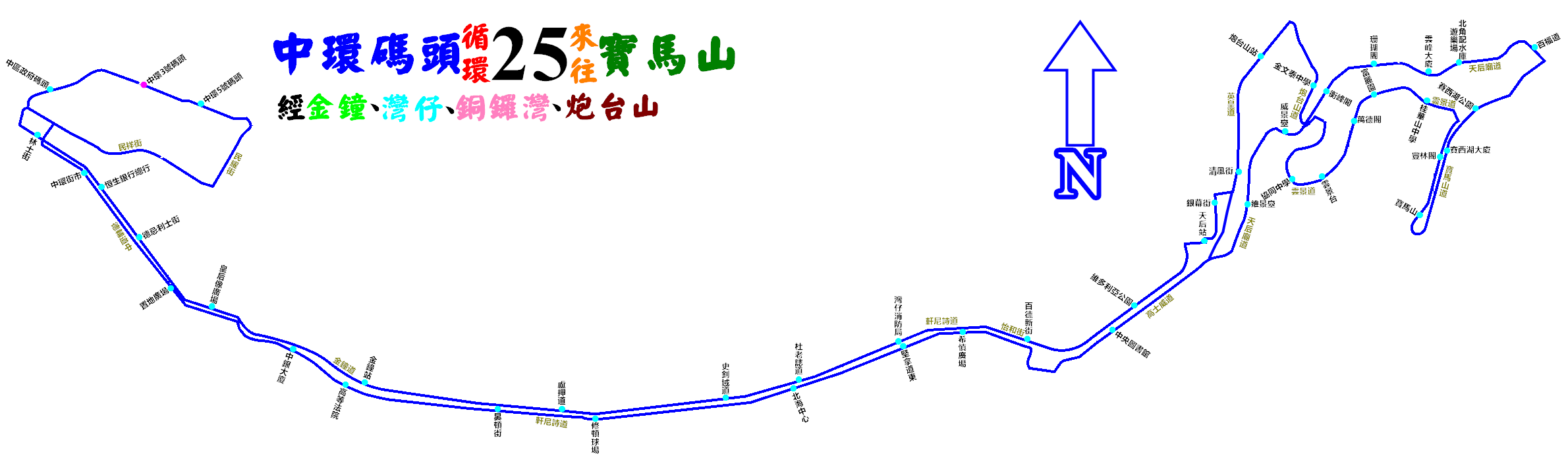
此線的走線圖

| 中環（3／5號碼頭）開 | 中環（3／5號碼頭）開 | 中環（3／5號碼頭）開     |
| 序號                 | 車站名稱             | 位置                     |
| -------------------- | -------------------- | ------------------------ |
| 1                    | 中環3號碼頭          | 民光街                   |
| 2                    | 中環（5號碼頭）      | 中環5號碼頭巴士總站      |
| 3                    | 中環（天星碼頭）     | 中環（天星碼頭）巴士總站 |
| 4                    | 林士街               | 德輔道中                 |
| 5                    | 恒生銀行總行         | 德輔道中                 |
| 6                    | 德忌利士街           | 德輔道中                 |
| 7                    | 歷山大廈             | 德輔道中                 |
| 8                    | 遮打花園             | 德輔道中                 |
| 9                    | 金鐘站               | 金鐘道                   |
| 10                   | 盧押道               | 軒尼詩道                 |
| 11                   | 史釗域道             | 軒尼詩道                 |
| 12                   | 杜老誌道             | 軒尼詩道                 |
| 13                   | 灣仔消防局           | 軒尼詩道                 |
| 14                   | 百德新街             | 怡和街                   |
| 15                   | 維多利亞公園         | 高士威道                 |
| 16                   | 天后站               | 天后站公共運輸交匯處     |
| 17                   | 銀幕街               | 銀幕街                   |
| 18                   | 維景臺               | 天后廟道                 |
| 19                   | 威景臺               | 天后廟道                 |
| 20                   | 衡峰閣               | 天后廟道                 |
| 21                   | 珊瑚閣               | 天后廟道                 |
| 22                   | 雲峰大廈             | 天后廟道                 |
| 23                   | 北角配水庫遊樂場     | 天后廟道                 |
| 24                   | 百福道               | 天后廟道                 |
| 25                   | 賽西湖公園           | 寶馬山道                 |
| 26                   | 賽西湖大廈           | 寶馬山道                 |
| 27                   | 寶馬山               | 寶馬山公共運輸交匯處     |
| 28                   | 豐林閣               | 寶馬山道                 |
| 29                   | 桂華山中學           | 雲景道                   |
| 30                   | 富麗園               | 雲景道                   |
| 31                   | 萬德閣               | 雲景道                   |
| 32                   | 雲景台               | 雲景道                   |
| 33                   | 協同中學             | 雲景道                   |
| 34                   | 金文泰中學           | 炮台山道                 |
| 35                   | 炮台山站             | 英皇道                   |
| 36                   | 清風街               | 英皇道                   |
| 37                   | 香港中央圖書館       | 高士威道                 |
| 38                   | 希慎廣場             | 軒尼詩道                 |
| 39                   | 堅拿道東             | 軒尼詩道                 |
| 40                   | 北海中心             | 軒尼詩道                 |
| 41                   | 修頓球場             | 軒尼詩道                 |
| 42                   | 晏頓街               | 軒尼詩道                 |
| 43                   | 高等法院             | 金鐘道                   |
| 44                   | 中銀大廈             | 金鐘道                   |
| 45                   | 置地廣場             | 德輔道中                 |
| 46                   | 中環街市             | 德輔道中                 |
| 45                   | 中區政府碼頭         | 民光街                   |
| 46                   | 中環3號碼頭          | 民光街                   |
| 47                   | 中環5號碼頭          | 中環5號碼頭巴士總站      |